# Jane Leeves

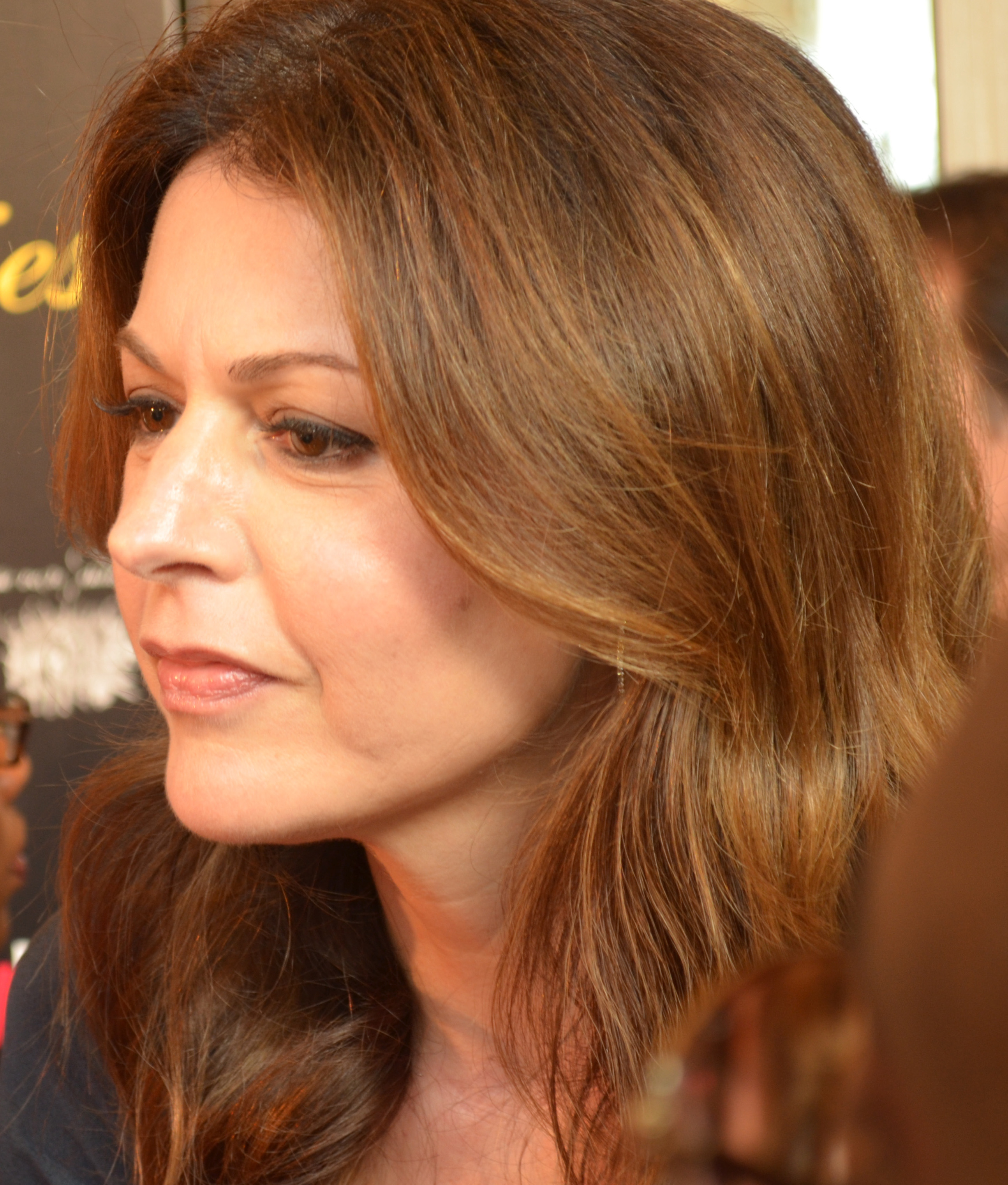
Jane Leeves, 2012

Jane Elisabeth Leeves (* 18. April 1961 in Ilford, London) ist eine britische Schauspielerin und Synchronsprecherin.

## Leben und Wirken
Jane Leeves begann ihre Karriere als Model und Tänzerin, ihren ersten beachteten Auftritt hatte sie als Backgroundtänzerin im Monty-Python-Film Der Sinn des Lebens (1983). Einem breiten Publikum wurde sie durch die Rolle der Daphne Moon in der Fernsehserie Frasier bekannt, welche sie von 1993 bis zum Serienende 2004 in 263 Folgen verkörperte. Außerdem war sie von 2010 bis 2015 in der TV-Land-Sitcom Hot in Cleveland neben Betty White, Valerie Bertinelli und Wendie Malick zu sehen.
Jane Leeves lebt mit ihrem Mann Marshall Coben in Los Angeles. Das Paar ist seit 1996 verheiratet und hat zwei Kinder.

## Filmografie (Auswahl)

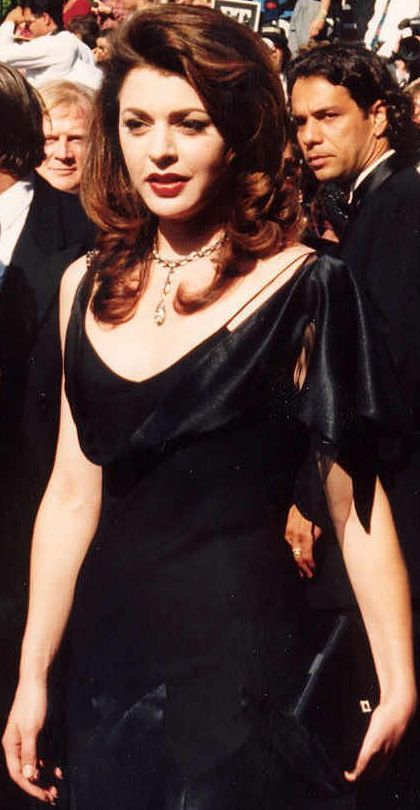
Jane Leeves beim Emmy 1994

- 1983: Der Sinn des Lebens (The Meaning of Life)
- 1985: Leben und Sterben in L.A. (To Live and Die in L.A.)
- 1986–1988: Throb (Fernsehserie)
- 1990: Wer ist hier der Boss? (Who’s the Boss?, Fernsehserie, eine Folge)
- 1992–1998: Seinfeld (Fernsehserie, 4 Folgen)
- 1993–2004: Frasier (Fernsehserie, 263 Folgen)
- 1994: Das Wunder von Manhattan (Miracle of 34th Street)
- 1996: James und der Riesenpfirsich (James and the Giant Peach, Stimme für Käferdame)
- 1998: Hercules (Fernsehserie, 5 Folgen)
- 1999: Music of the Heart
- 2003: Die Simpsons (The Simpsons, Trickserie, Folge 15x04)
- 2006: Garfield 2 (Garfield: A Tail of Two Kitties)
- 2009: Endless Bummer
- 2010: Desperate Housewives (Fernsehserie, 2 Folgen)
- 2009–2013: Phineas und Ferb (Phineas and Ferb, Fernsehserie, 5 Folgen, Sprechrolle)
- 2009–2011: Die Pinguine aus Madagascar (The Penguins of Madagascar, Fernsehserie, 2 Folgen, Sprechrolle)
- 2010–2015: Hot in Cleveland (Fernsehserie, 128 Folgen)
- 2016: Crowded (Fernsehserie, Folge 1x07)
- 2018–2023: Atlanta Medical (The Resident, Fernsehserie)